# 阿弗雷德·赫希
阿弗雷德·第·赫希（英語：Alfred Day Hershey，1908年12月4日—1997年5月22日），美國細菌學家與遺傳學家，出生於密西根州奧沃索。
1940年，他與薩爾瓦多·盧瑞亞以及馬克斯·德爾布呂克，發現當兩種品系的病毒同時感染同一隻細菌時，這些病毒可能會因此交換遺傳訊息。到了1952年，他與馬沙·蔡斯所進行了一項實驗，證明了DNA為遺傳物質。
1969年，赫希、盧瑞亞與德爾布呂克共同獲得了諾貝爾生理學或醫學獎。

## 外部連結
- Nobel biography （页面存档备份，存于）

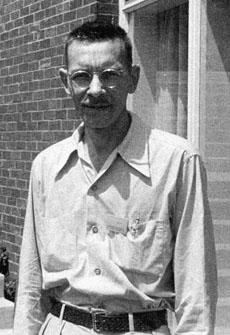
阿弗雷德·赫希

- Biographical Memoir: Alfred Day Hershey （页面存档备份，存于） by Franklin W. Stahl for the National Academy of Sciences